# Chronologie de révolutions et de rébellions

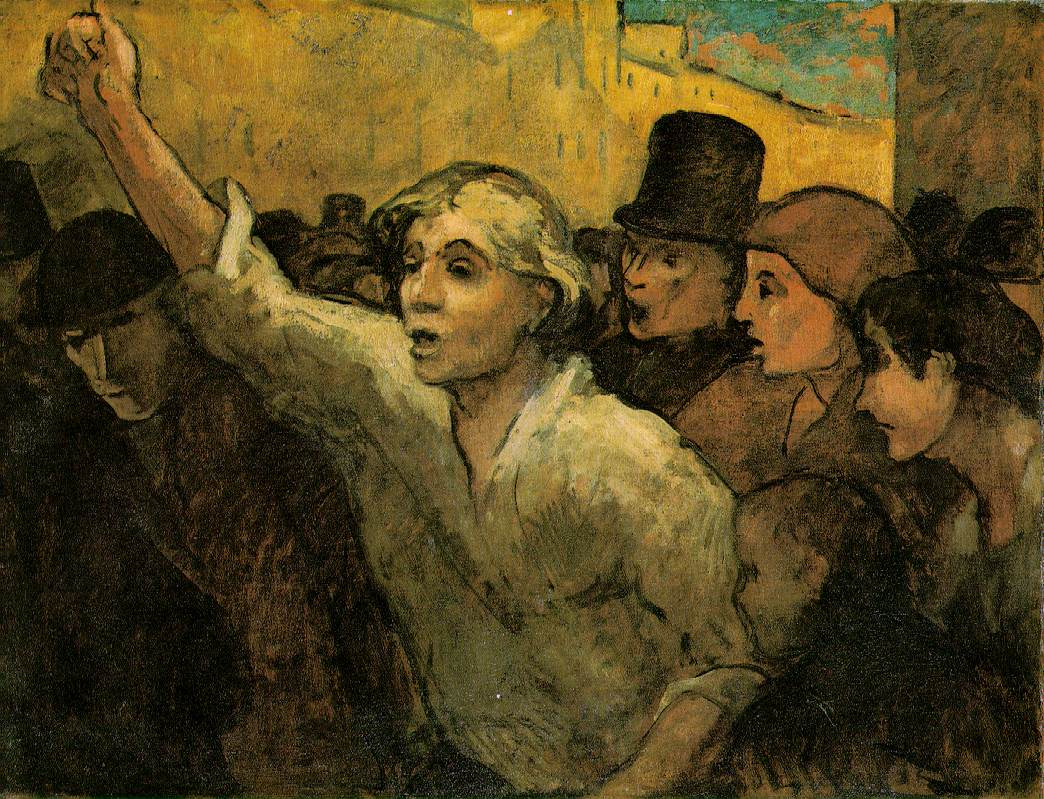
Le Soulèvement, peinture d'Honoré Daumier
La France connaît de nombreuses révoltes populaires, parfois des révolutions et des crises de régime, au cours du XIXe siècle.

Cette liste présente une chronologie, non exhaustive, de différentes révolutions et rébellions dans le monde. Pour une liste de coups d'État et de tentatives de coups d'État voir : Liste de coups d'État.

## Antiquité

### Afrique
- 460 av. J.-C. : révolte d'Inaros. Inaros, fils d'un chef libyen, prend la tête d'un mouvement d'insurrection contre les Perses. Il demande l'aide des Athéniens, qui, déjà en guerre contre la Perse, dépêchent des troupes en Égypte.

### Asie
- 499 av. J.-C. – 493 av. J.-C. : révolte de l'Ionie. La plupart des cités grecques occupées par les Perses en Asie Mineure et à Chypre se révoltent contre la domination perse à la suite de l'échec de l'expédition contre les Scythes.
- 206 av. J.-C. : Ziying, dernier dirigeant de la dynastie Qin (en Chine) capitule devant Han Gaozu, dirigeant d'une révolte populaire et fondateur de la dynastie Han.
- 154 av. J.-C. : échec de la rébellion des sept États menée par des membres de la famille royale de la dynastie Han.

### Europe
- 181 av. J.-C. – 174 av. J.-C. : révoltes celtibères dans la péninsule Ibérique, face aux Romains.
- 153 av. J.-C. – 133 av. J.-C. : nouvelle révolte celtibère dans la péninsule ibérique contre les Romains, qui s'achève avec la chute de Numance.
- 147 av. J.-C. – 139 av. J.-C. : durant la conquête romaine de la péninsule Ibérique, le berger lusitanien Viriate organise une résistance efficace, et bat plusieurs armées romaines. Les Romains ne peuvent en venir à bout qu’en le faisant assassiner par ses partisans.
- 73 av. J.-C. – 71 av. J.-C. : la troisième guerre servile est la dernière d’une série de rébellions d’esclaves contre la République romaine, connues collectivement sous le nom de guerres serviles. Elle est dirigée par le gladiateur Spartacus.
- 52 av. J.-C. – 51 av. J.-C. : révoltes gauloises dirigées par Vercingétorix, vaincu par Jules César.

## 1-999

### Afrique
- 740-743 : révolte berbère dans le Maghreb contre les Omeyyades.
- 824-836 : révolte des troupes arabes de Tunisie contre les Aghlabides, qui n'est matée qu'avec l'aide des Berbères.
- 943-947 : révolte du berbère kharidjite Abu Yazid contre les Fatimides.

### Asie
- 25 : révolte des Sourcils Rouges et d'anciennes élites Han en Chine contre l'usurpateur Wang Mang (9-25) afin de rétablir l'administration impériale des Han.
- 66-70 : Première guerre judéo-romaine, la première des trois guerres judéo-romaines qui ont eu lieu en Judée contre l’Empire romain[1].
- 115-117 : guerre de Kitos, deuxième des guerres judéo-romaines.
- 132-135 : révolte de Bar Kokhba, troisième et dernière des guerres judéo-romaines.
- 184 : Zhang Jiao conduit la rébellion des Turbans jaunes contre la dynastie Han.
- 613 : la révolte de Yang Xuangan est écrasée par la dynastie Sui.
- 685-699 : révolte kharidjite en Iran et en Irak contre les Omeyyades.
- 740 : révolte zaïdite contre les Omeyyades.
- 747-750 : renversement de la dynastie omeyyade par les Abbassides révoltés.
- 755-763 : révolte d'An Lushan contre la dynastie Tang.
- 817-837 : révoltes des Iraniens khurramites conduite par Babak Khorramdin.
- 828 : échec de la révolte de Kim Heon-chang contre le Silla, en Corée.
- 845 : révolte du capitaine Jang Bogo contre le Silla, qui ne cesse qu'avec l'assassinat de Jang Bogo.
- 861-1003 : fondation de la dynastie des Saffarides par Ya`qûb ben Layth as-Saffâr dans l'est de l'Iran.
- 869-883 : rébellion des Zanj, esclaves noirs, en Irak, écrasée par les Abbassides[2].
- 875-884 : rébellion du contrebandier Huang Chao contre la dynastie Tang, qui contribue à son effondrement.
- 899-906 : révolte de la secte des qarmates contre les Abbassides dans l'est de l'Arabie.

### Europe
- 6-9 : des tribus illyriennes et d'autres en provenance de Pannonie et de Dalmatie se révoltent et sont vaincues par Tibère et Germanicus, après une rude campagne qui dura trois ans.
- 9 : révolte d'Arminius contre l'Empire romain; alliance des tribus germaniques dirigées par Arminius tendirent une embuscade et détruisirent ainsi trois légions romaines dirigées par Publius Quinctilius Varus lors de la bataille de Teutobourg.
- 60-61 : Boudica, reine des Iceni, Celtes du Norfolk, conduit une rébellion des tribus bretonnes contre l'occupant romain[3].
- 69-70 : rébellion des Bataves dans la province romaine de Germanie inférieure.
- 284 à 448 : rébellions successives des bagaudes en Gaule et en Hispanie romaine.
- 532 : sédition Nika à Constantinople.
- 623 : soulèvement des Slaves menés par Samo de Bohême contre les Avars.
- 782-785 : révolte saxonne contre Charlemagne.
- 814 : Al-Hakam Ier écrase une révolte des musulmans espagnols à al-Ribad, sur la rive sud du Guadalquivir.
- 884 : Omar Ben Hafsun conduit une révolte contre les Omeyyades dans le sud de l'Espagne.
- 934 : révolte des Normands de l'Ouest principalement (rébellion de Rioulf (Herjólfr)) dénonçant la francisation de la Normandie
- 982 : révolte des Slaves païens de l'Elbe contre le Saint-Empire.

## 1000-1599

### Afrique
- 1125 : les Almohades commencent une rébellion dans les montagnes de l'Atlas
- 1250 : les Mamelouks tuent le dernier sultan de la dynastie des Ayyoubides et fondent la dynastie des Baharites.

### Amérique
- 1572 : révolte de Túpac Amaru au Pérou contre l'empire espagnol.

### Asie
- 1156 : rébellion de Hōgen qui réussit à établir la domination de clans samouraï et finalement le premier gouvernement mené par des samouraïs du Japon (lire ci-dessous).
- 1159-1160 : Rébellion de Heiji, une lutte de pouvoir entre les clans vainqueurs de la rébellion de Hōgen qui est l'autre rébellion permettant d'imposer le premier gouvernement de samouraïs du Japon.
- 1368 : Hongwu dirige les paysans han dans une rébellion contre la dynastie Yuan mongole établissant ainsi la dynastie Ming. C'est l'acte final de la Révolte des Turbans rouges.
- 1418-1427 : des Vietnamiens dirigés par Le Loi se révoltent contre l'occupation chinoise.
- 1501-1509 : Ismail Ier fonde la dynastie des Séfévides en Azerbaïdjan et en Iran, et joue également un rôle clé dans le soulèvement de la branche des Douze du chiisme dans ces deux régions jusqu'alors dominées par l'ismaélisme et le sunnisme.
- 1519-1610 : révoltes Jetali en Anatolie contre l'autorité de l'Empire ottoman.

### Europe
- 1095 : en Angleterre, rébellion de nobles du Nord contre Guillaume le Roux
- 1185 : rébellion valaque des Bulgares contre l'Empire byzantin.
- 1233-1234 : révolte stedingen en Frise qui amène le pape Grégoire IX à appeler à la croisade.
- 1242-1249 : premier soulèvement de la Prusse contre les Chevaliers Teutoniques, lors des croisades baltes.
- 1282 : Vêpres siciliennes contre Charles d'Anjou.
- 1296-1328 : première guerre d'indépendance de l'Écosse entre les Écossais et l'Angleterre, conduisant à une reconnaissance de l'indépendance en 1328 avec la signature du traité d'Édimbourg-Northampton.
- 1332-1357 : seconde guerre d'indépendance de l'Écosse, conduisant à une nouvelle reconnaissance de l'indépendance de l'Écosse par l'Angleterre lors de la signature du traité de Berwick.
- 1302 : bataille de Courtrai en Flandre, qui aboutit au départ de la France.
- 1323-1328 : début d'une série d'escarmouches rurales fin 1323, la révolte des Karls qui s'aggravera progressivement en une rébellion de plus en plus importante amenant la bataille de Cassel.
- 1343-1345 : révolte de la Saint-Georges en Estonie.
- 1354 : révolte de Cola di Rienzo à Rome.
- 1358 : la Jacquerie, en Île-de-France

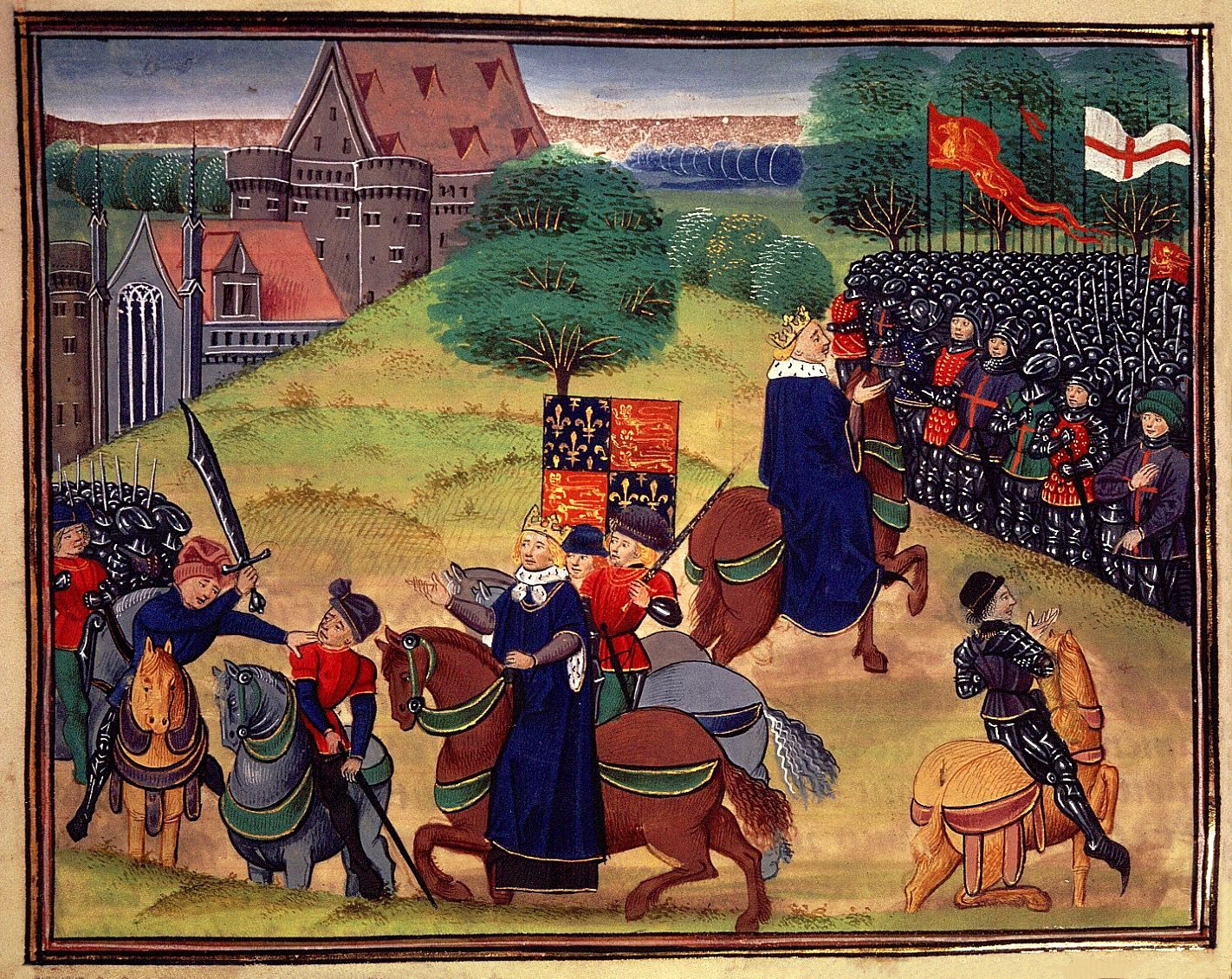
Fin sanglante de la révolte des paysans de 1381 en Angleterre. Wat Tyler, le chef des rebelles, est exécuté sous les yeux de Richard II. Une seconde image dans le tableau montre Richard parlant à la foule

- 1378 : révolte des Ciompi à Florence.
- 1378-1384 : révolte des Tuchins en Languedoc.
- 1380-1385 : révolte des chaperons blancs contre le comte de Flandre.
- 1381 : révolte des paysans en Angleterre.
- 1382 : révolte de la Harelle à Rouen.
- 1382 : révolte des Maillotins à Paris.
- 1382 : révolte des chaperons blancs.
- 1400-1415 : révolte galloise menée par Owain Glyndŵr.
- 1420 : début de la révolte des hussites de Bohème contre l'Église catholique et le Saint-Empire romain germanique. Cela débouche sur les croisades contre les hussites.
- 1425-1428 : insurrection maltaise de 1425-1428.
- 1434 : rébellion de la paysannerie suédoise contre les Danois.
- 1437 : révolte de Bobâlna en Transylvanie, utilisant des tactiques militaires issues des croisades contre les hussites.
- 1444-1468 : rébellion de Skanderbeg dans l'Albanie sous le joug ottoman.
- 1450 : rébellion du Kent dirigée par Jack Cade.
- 1462-1485 : rébellion des Remença en Catalogne.
- 1467-1469 : Gran Guerra Irmandiña en Galice.
- 1489 : révolte de Plouyé, en Cornouaille.
- 1491-1492 : Révolte du peuple du fromage et du pain, en Kennemerland et Frise occidentale
- 1497 : rébellion de 1497 en Cornouailles.
- 1514 : révolte des paysans sicules conduite par György Dózsa dans le royaume de Hongrie.
- 1515 : révolte des paysans slovènes
- 1515 : soulèvement frison de l'Arumer Zwarte Hoop, dirigée par Pier Gerlofs Donia.
- 1519-1523 : première rébellion des Germanías au royaume de Valence, un mouvement autonomiste anti monarchiste, anti-féodal inspiré par les républiques italiennes.
- 1520-1522 : guerre des Communautés de Castille contre la domination de Charles Quint.
- 1524-1525 : guerre des Paysans allemands dans le Saint-Empire romain germanique.
- 1534-1535 : Les anabaptistes de la ville de Münster se soulèvent durant la Révolte de Münster et prennent temporairement le contrôle de la cité.
- 1542 : Dacke Feud en Suède.
- 1548 : jacquerie des Pitauds, en Bordelais
- 1549 : révolte du livre de la prière commune en Cornouailles et Devon (Royaume-Uni).
- 1549 : Révolte de Kett (Norwich) à la suite de la clôture des communaux[4].
- 1566-1648 : guerre de Quatre-Vingts Ans ; révolte des gueux contre l'Espagne.
- 1568-1571 : révolte des Alpujarras par les Morisques à Grenade (Espagne).
- 1573 : révolte paysanne croate et slovène menée par Matija Gubec[5].
- 1579 : jacquerie des gautiers en Normandie
- 1588 : La Ligue à Paris : Journée des Barricades
- 1593-1599 : soulèvement des Tard-Avisés en Limousin et Périgord
- 1594-1596 : soulèvement de Nalyvaïko en Ukraine
- 1594-1603 : guerre de Neuf Ans en Ulster contre les lois anglaises en Irlande
- 1596 : Soulèvement en Finlande.

## 1600-1799

### Amérique
- 1680 : révolte des pueblos en 1680 contre les colons espagnols au Nouveau-Mexique.
- 1689 : révolte de Boston.
- 1675-1676 : guerre du Roi Philip contre les Indiens, au Massachusetts.
- 1763-1766 : rébellion de Pontiac par les amérindiens outaouais qui, lésés par les règles commerciales désavantageuses que leur imposaient les Britanniques, se soulèvent.
- 1768 : rébellion de La Nouvelle-Orléans, révolte populaire des Franco-Louisianais et des métis contre l'occupant espagnol : ce soulèvement, malgré le départ du gouverneur espagnol, se solda par un échec.
- 1774-1783 : révolution américaine, période de changements politiques importants provoqués par l'insurrection des habitants des treize colonies d'Amérique du Nord contre la Grande-Bretagne à la fin du XVIIIe siècle. Épisode fondateur de la nation américaine et de la naissance des États-Unis, la révolution se manifesta par des violences contre les autorités britanniques, d'une guerre d'indépendance contre la métropole et de troubles sociaux.
- 1780-1782 : José Gabriel Condorcanqui, connu sous le nom de Túpac Amaru II, organise une révolte indigène contre le pouvoir espagnol au Pérou. Julián Apasa, connu sous le nom de Túpac Katari s'allia avec lui et dirigea une révolte en Bolivie, détruisant presque la ville La Paz dans un siège.
- 1791-1804 : la révolution haïtienne, première révolte d’esclaves réussie du monde moderne, menée par Toussaint Louverture.
- 1795-1796 : Des rebelles français, à Grenade conduits par Julien Fédon tentent d'incorporer Grenade à la France révolutionnaire.

### Asie
- 1637-1638 : rébellion de Shimabara des paysans japonais sous le Shogunat Tokugawa.
- 1644 : rébellion Li Zicheng contre la dynastie Ming.
- 1668 : les Sikhs de l'Anandpur se révoltent contre l'empire moghol.
- 1669 : Soulèvement Jat de Gokula. Les Jats Hindous de Mathura se révoltent contre Aurangzeb.
- 1672 : rébellion Pasthun contre Aurangzeb.
- 1709 : Mirwais Khan Hotak, un Afghan originaire de Kandahar dirige une rébellion couronnée de succès contre Gurgen Khan, le gouverneur perse de Kandahar.
- 1722 : des rebelles afghans l'emportent sur Chah Hossein et mettent fin à la dynastie des Séfévides.

### Europe
- 1606-1607 : la rébellion de Bolotnikov pour l'abolition du servage durant le Temps des troubles en Russie.
- 1618-1625 : la révolte de Bohême contre les Habsbourg ; elle s'inscrit dans le cadre de la guerre de Trente Ans.
- 1621-1629 : rébellions huguenotes en France.
- 1639 : révolte des Nu-pieds en Normandie.
- 1640 : révolte portugaise contre l'Empire espagnol.
- 1640-1652 : guerre des faucheurs.
- 1640-1644 : soulèvement valaque contre la domination des Habsbourg en Moravie.
- 1641 : rébellion irlandaise.
- 1642-1653 : Première révolution anglaise.
- 1647 : révolte de Naples contre l'Espagne.
- 1648 : soulèvement de Khmelnytsky des Cosaques d'Ukraine contre la Pologne-Lituanie entre 1648 et 1654 -1657.
- 1648-1653 : la Fronde contre Jules Mazarin
- 1658-1659 : Révoltes de l'Orléanais.
- 1661 : Soulèvement du curé Matalas en Soule.
- 1662 : Révolte des Lustucru en Boulonnais.
- 1668-1676 : soulèvement du monastère des Solovki.
- 1672-1674 : révolte des Tatars baltiques, un soulèvement des Tatars contre la Pologne-Lituanie.
- 1672-1678 : révolte de Messine. Les Malvezzi (riches anti-espagnols) s’opposent aux Merli (milieux populaires favorables à Madrid). Les Malvezzi font appel à Louis XIV, alors en guerre contre l’Espagne
- 1675 : révolte du papier timbré en Basse-Bretagne.
- 1676 : révolte des Bachkirs contre la Russie.
- 1682 : révolte de Moscou de 1682.
- 1688 : « Glorieuse Révolution » en Angleterre
- 1688-1746 : révolte des jacobites, attachés à la dynastie des Stuart, en Écosse.

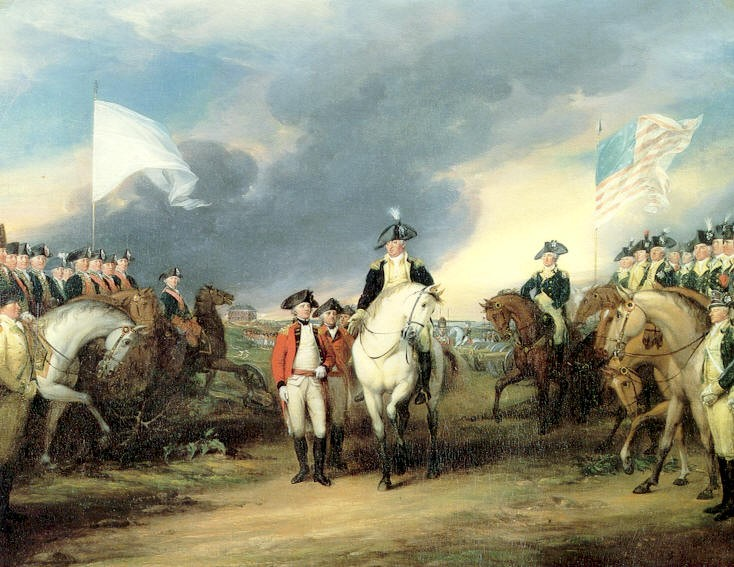
Reddition de Cornwallis à Yorktown en 1781. Révolution américaine.

- 1689 : rébellion des Karposh contre l'Empire ottoman.
- 1693 : la deuxième rébellion des Germanías à Valence.
- 1698 : révolte des streltsy en Russie.
- 1702-1715 : insurrection des Camisards en France.
- 1703-1711 : François II Rákóczi (1676-1735) appelle les Hongrois à la révolte contre la monarchie de Habsbourg lors de la guerre de Succession d'Espagne.
- 1707-1709 : révolte de Boulavine dans la Russie impériale.
- 1745-1746 : bataille de Culloden en Écosse, lors du soulèvement jacobite.
- 1770 : révolution d'Orloff dans le Péloponnèse
- 1773-1775 : rébellion des paysans autour de Emelian Pougatchev, cette jacquerie des cosaques de Yaik (l'ancien nom de l'Oural) est la plus importante révolte de paysans de l'histoire russe[6].
- 1787-1790 : révolution brabançonne, révolution généralisée de la noblesse, du clergé et du tiers-état des Pays-Bas autrichiens à l'encontre des réformes de l'empereur Joseph II.
- 1789-1795 : la révolution liégeoise entraîne la disparition de la principauté de Liège après huit siècles d'existence.
- 1789-1799 : Révolution française, révolte abolissant la monarchie absolue de droit divin : les citoyens sont désormais considérés comme égaux devant la loi.
- 1793 : Insurrections fédéralistes en France

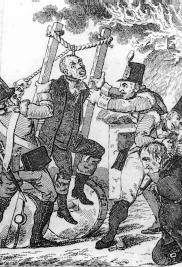
Pendaison de personnes suspectées d'appartenir aux United Irishmen par les troupes anglaises.

- 1794 : insurrection de Kościuszko en Pologne.
- 1797 : mutineries de Spithead et de Nore par les marins de la British Royal Navy.
- 1798 : rébellion irlandaise de 1798, soutenue par la France.
- 1799 : Insurrection royaliste de 1799 dans le Toulousain

## 1800-1899

### Afrique
- 1871 - 1872 : Révolte de Mokrani en Algérie française.
- 1879 - 1882 : révolte nationaliste égyptienne contre le pouvoir des Khédives puis contre la domination européenne menée par Ahmed Urabi.
- 1881 - 1899 : Révolte mahdiste
- 1888 - 1889 : Révolte d'Abushiri contre les Allemands.
- 1895 : Révolte des Batetela de Luluabourg contre l'État indépendant du Congo.

### Amérique
- 1789-1804  : révolution haïtienne.
- 1810-1821 : la guerre d'indépendance du Mexique contre les colons espagnols.
- 1810 : le vice-roi de Río de la Plata est déposé durant la révolution de Mai.
- 1810-1840 : José Gaspar Rodríguez de Francia au Paraguay[7].

- 1817 : révolution pernamboucaine.

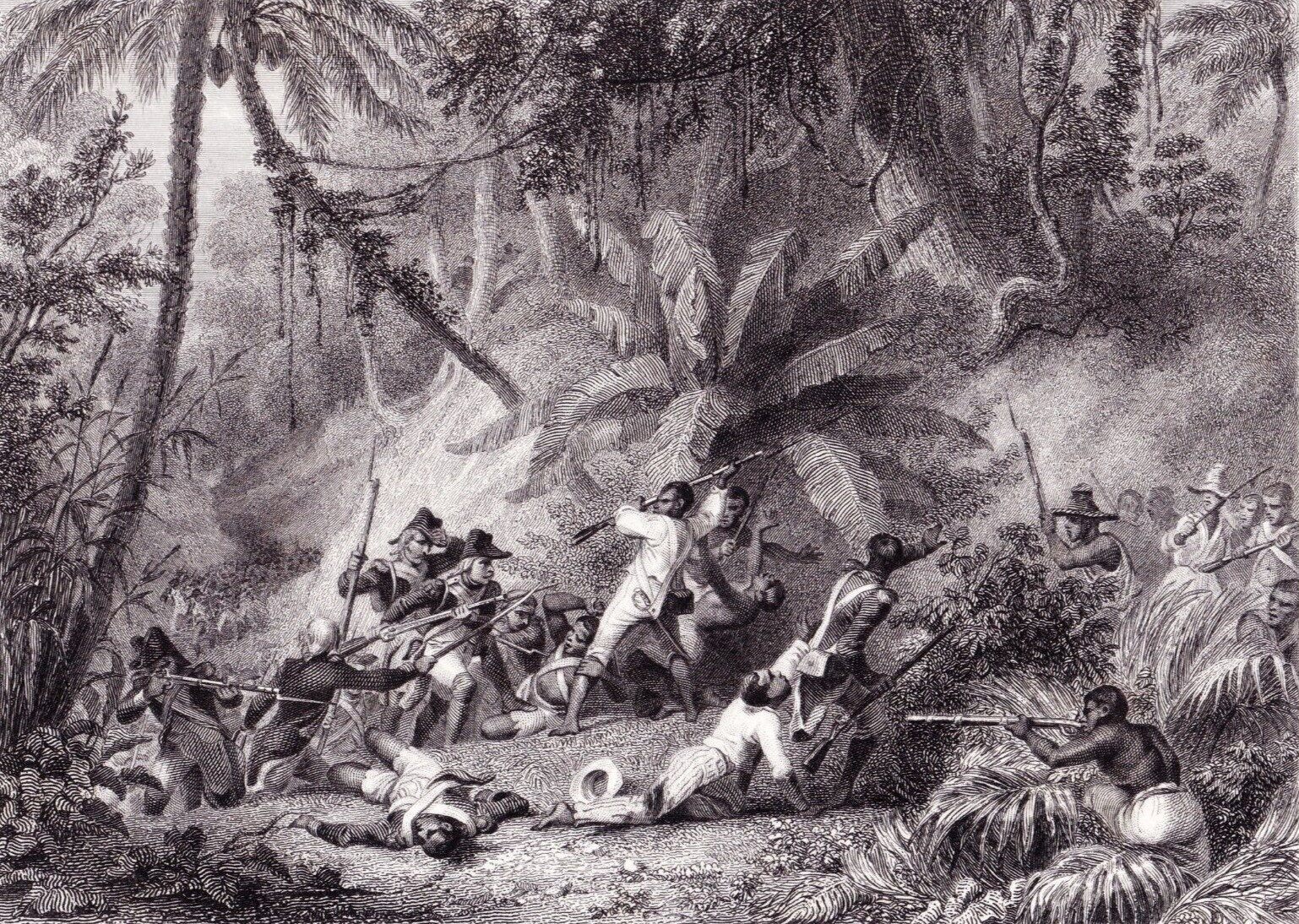
Bataille à "Snake Gully" 1802, pendant la révolution haïtienne

- 1820-1824 : guerre d'indépendance péruvienne menée par José de San Martín.
- 1822 : rébellion au Brésil qui résulte en la proclamation du prince portugais Pierre empereur d'un Brésil indépendant.
- 1822-1823 : révolution républicaine au Mexique qui renverse l'empereur Agustín de Iturbide
- 1827-1828 : rébellion conservatrice au Mexique menée par Nicolás Bravo.
- 1835-1836 : révolution texane contre le Mexique.
- 1835-1845 : révolution Farroupilha, par les gauchos du Rio Grande do Sul au Brésil.
- 1837-1838 : Rébellion des Patriotes et tentative de république dans la colonie britannique du Bas-Canada.
- 1837-1838 : Rébellion du Haut-Canada, soulèvement contre la riche élite conservatrice au pouvoir dans la colonie.
- 1847 : rébellion Maya à Yucatán.
- 1847 : révolte de Taos au Nouveau-Mexique contre les États-Unis.
- 1861-1865 : guerre de Sécession entre les États-Unis (nord) et les confédérés (sud).
- 1858 : Révolution de 1858 en Uruguay.
- 1862 : soulèvement sioux au Minnesota[8].
- 1863 : New York Draft Riots (ou émeutes de la conscription)[9].
- 1865 : Rébellion de Morant Bay menée par Paul Bogle.
- 1868 : Grito de Lares, révolte contre la domination espagnole de Porto Rico.
- 1869 - 1870 : Rébellion de la rivière Rouge, révolte conduisant à un gouvernement provisoire constitué par les Métis et leur chef Louis Riel dans la colonie de la rivière Rouge, située dans l'actuelle province du Manitoba, au Canada[10].
- 1871 : révolution au Guatemala
- 1871-1872 : Porfirio Díaz se rebelle contre le président Benito Juárez au Mexique (il se rebellera de nouveau en 1876).
- 1885 : Rébellion du Nord-Ouest au Canada.
- 1874 : Révolution de 1874.
- 1889 : révolution républicaine au Brésil, coup d'état organisé par des généraux dissidents menant à la proclamation de la République du Brésil.
- 1893 : une révolte libérale amène José Santos Zelaya au pouvoir au Nicaragua.
- 1895 : révolution contre le président Andrés Avelino Cáceres au Pérou.

### Asie
- 1809-1810 : rébellion de Velu Thampi Dalawa au Travancore.
- 1796-1804 : Rébellion du Lotus Blanc contre la dynastie Qing en Chine.
- 1812 : jacquerie de Hong Gyeong-nae contre la dynastie Joseon de Corée.
- 1825-1830 : guerre de Java, que les Indonésiens appellent guerre de Diponegoro (Perang Diponegoro) due au refus du prince Diponegoro, fils aîné du sultan Hamengkubuwono II de Yogyakarta, de laisser les Hollandais faire passer la « Grande route postale » (Groote Postweg) de Herman Willem Daendels.
- 1841-1842 : bataille de Gandamak, rébellion de tribus afghanes.
- 1848 : rébellion de Ceylan contre les britanniques.
- 1851-1864 : révolte des Taiping contre la dynastie Qing et la domination des Mandchous en Chine. Le conflit cause entre 20 et 30 millions de morts.
- 1854-1873 : rébellion Miao en Chine.
- 1857 : Révolte des cipayes ou « mutinerie indienne » (Indian Mutiny pour les Britanniques), une période de soulèvement et de rébellion dans le nord et le centre de l'Inde contre la domination britannique. Les Indiens la considèrent parfois comme le premier mouvement pour l'indépendance de leur pays.
- 1862-1877 : révolte des Dounganes contre la dynastie Qing.
- 1866-1868 : Restauration de Meiji, renversement du shogunat Tokugawa et au recouvrement des pouvoirs de l'Empereur. Elle couvre à la fois la fin de l'Époque d'Edo (souvent appelée bakumatsu ou « fin du shogunat Tokugawa ») et le début de l'ère Meiji, durant la seconde moitié du XIXe siècle. C'est une suite d'événements qui ont conduit à d'énormes changements dans la politique du Japon et sa structure sociale ainsi qu'à la modernisation du pays.
- 1877 : Rébellion de Satsuma au Japon. Les samouraïs, déçus par le nouveau régime, se soulèvent à Kagoshima, sur l'île de Kyūshū à la suite de Saigō Takamori.
- 1894-1895 : des paysans coréens menés par Jeon Bong-jun et la secte du Tonghak se révoltent contre la dynastie Joseon. Ce soulèvement conduisit à la première guerre sino-japonaise.
- 1896-1898 : révolution philippine dirigée par le Katipunan contre l'Espagne.
- 1899-1901 : révolte des Boxers dans l'empire chinois.

### Europe
- 1803 : rébellion de Robert Emmet à Dublin, Irlande contre les lois britanniques.
- 1804-1813 : premier soulèvement serbe contre l'Empire ottoman.
- 1808 : le soulèvement du Dos de Mayo contre l'occupation de Madrid par les troupes françaises.

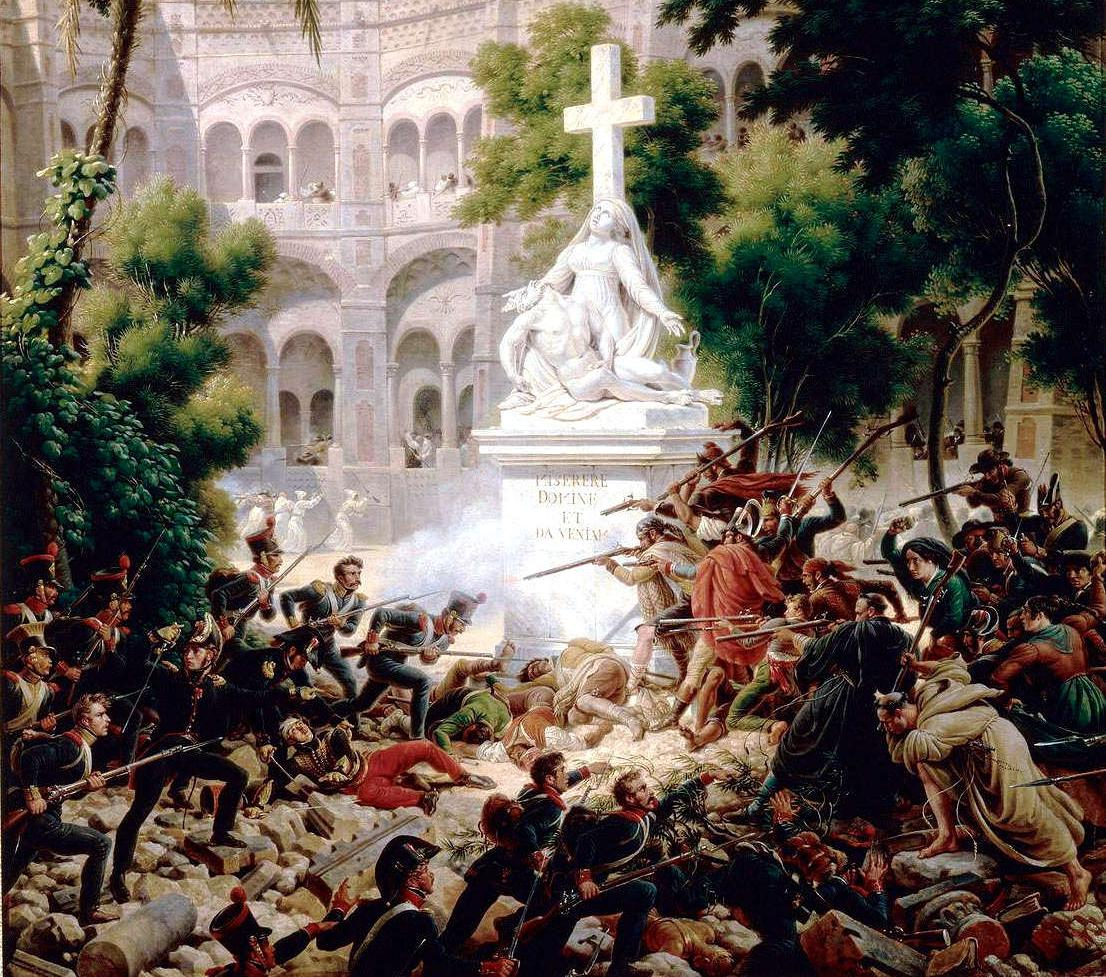
Siège de Saragosse : L'assaut français du monastère San Engracia

- 1817 : révolution de Pentrich, Derbyshire, tentative de renverser le gouvernement anglais à cause du chômage et des problèmes sociaux dans l'Angleterre de la révolution industrielle.
- 1820-1821 : L’insurrection dans le royaume des Deux-Siciles
- 1820-1824 : Révolution libérale portugaise
- 1821-1829 : guerre d'indépendance grecque
- 1825 : Révolte des Décembristes dans la Russie impériale.
- 1826 : Révoltes des Janissaires dans l'Empire ottoman
- 1829-1832 (prolongement sporadiques jusqu'en 1872) : guerre des Demoiselles en Ariège à propos de l'usage des Forêts
- 1830 : les Trois Glorieuses (ou révolution de Juillet) à Paris.
- 1830 : révolution belge, elle mena à la scission du royaume et à l'indépendance de la Belgique.
- 1830 1831 - Insurrection de Novembre en Pologne

- 1831 : révolte des canuts à Lyon

La Liberté guidant le peuple d’Eugène Delacroix commémore la révolution de Juillet de 1830

- 1834-1859 : rébellion de Chamil contre les russes dans le Caucase.
- 1846 : Soulèvement de Cracovie
- 1846 : massacres en Galicie. Soulèvement brutal des communautés paysannes contre le seigneur.
- 1848 : Printemps des peuples, grande vague révolutionnaire qui traverse l'Europe en 1848 : révolution française de 1848, révolution autrichienne de 1848, révolution allemande de 1848, révolution hongroise de 1848, révolution italienne de 1848, révolution roumaine de 1848.
- 1852 : Rébellion sâme de Kautokeino considérée comme déclencheur de l'éveil politique du peuple autochtone Sâme.
- 1854 : révolution en Espagne contre le gouvernement du parti modéré.
- 1858 : guerre Mahtra en Estonie.
- 1859 : deuxième guerre d'indépendance italienne soutenue par la France contre l'Autriche.
- 1860 : Insurrection de Palerme pendant l'Unification italienne.
- 1863-1865 : insurrection de Janvier des Polonais contre la Russie impériale.
- 1867 : soulèvement des Fenians en Irlande par l'Irish Republican Brotherhood contre la domination britanniques.
- 1868 : révolution de 1868 (La Gloriosa) en Espagne, qui détrône la reine Isabelle II.
- 1870 : Proclamation de la République en France ou quatrième révolution française, fin du second Empire, début de la troisième république
- 1871 : Commune de Paris en France.

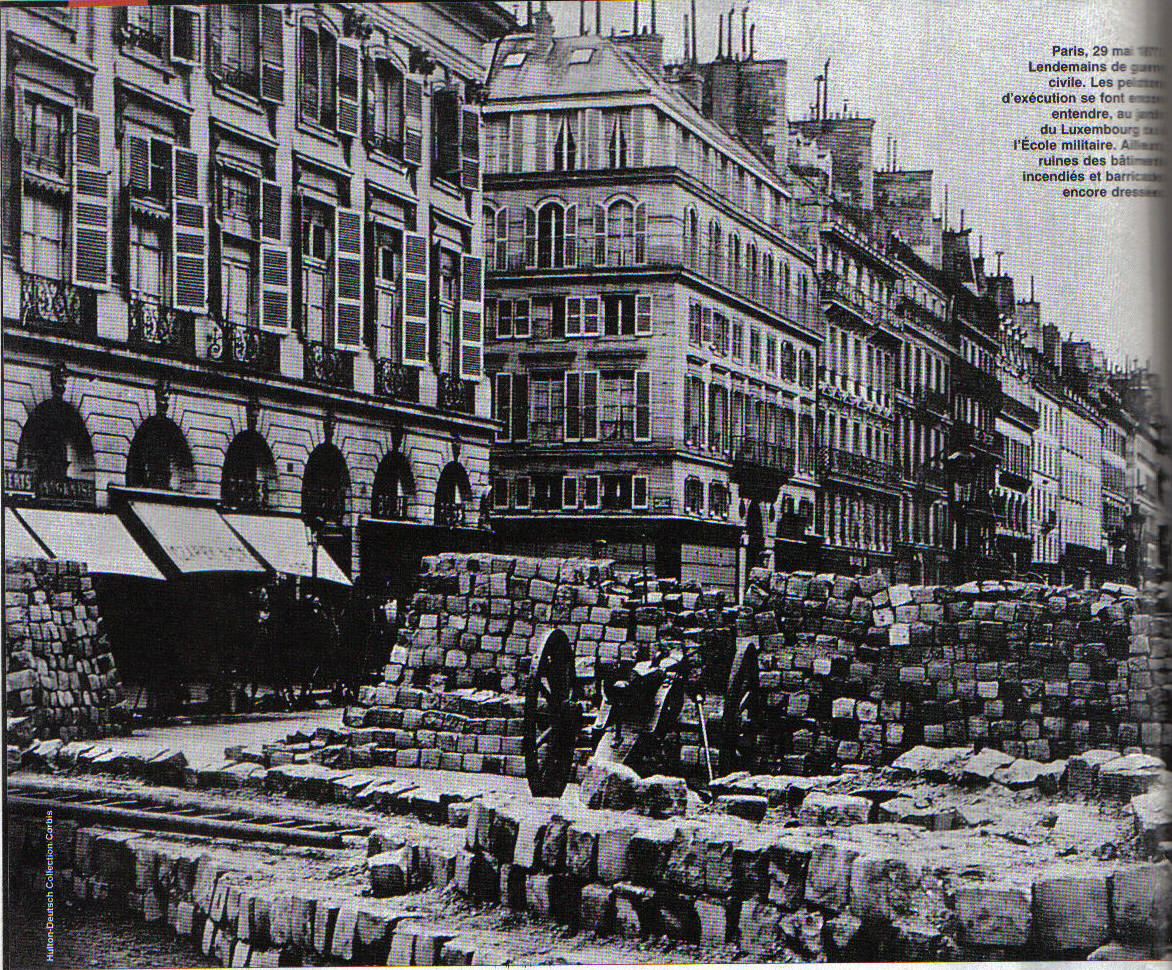
Photo de la Commune de Paris, prise le 29 mai 1871, après la Semaine sanglante

- 1875 : soulèvement de l’Herzégovine et de la Bosnie contre les Ottomans.
- 1876 : soulèvement de patriotes en Bulgarie, réprimé dans le sang par les Ottomans.

## 1900-1924

### Afrique
- 1900 : guerre du trône d'or en Côte-de-l'Or britannique.
- 1905-1906 : Rébellion des Maji-Maji en Afrique orientale allemande.
- 1906 : révolte zoulou contre les Britanniques en Natal.
- 1914 : révolte Boer contre les Britanniques en Afrique du Sud.
- Rébellion touarègue :
  - 1916-1917 : Rébellion touarègue de 1916-1917 au Niger.
- 1921-1926 : guerre du Rif opposant les montagnards marocains, conduits par Abdelkrim el-Khattabi, aux colonisateurs espagnols et français.

### Amérique
- 1904 : révolution libérale au Paraguay
- 1910 : la révolution mexicaine renverse Porfirio Díaz.
- 1921 : bataille de Blair Mountain, grande révolte syndicale armée de mineurs américains en vue d'améliorer les conditions de vie des mineurs de charbon et d'autoriser la présence de syndicats dans les mines du Sud de la Virginie-Occidentale, et plus grand soulèvement de l'Histoire des États-Unis depuis la Guerre de Sécession.

### Asie
- 1905-1906 : révolution constitutionnelle persane
- 1911-1912 : révolution Xinhai en Chine, déclenchée par le soulèvement de Wuchang le 10 octobre 1911. Proclamation de la république de Chine le 1er janvier 1912 ; le dernier empereur Qing abdique en février.
- 1916-1918 : grande révolte arabe menée par Hussein ben Ali, chérif de La Mecque, afin de libérer la péninsule Arabique de l’Empire ottoman. Inspiré de nationalisme arabe, il voulait ainsi créer un État arabe unifié allant d’Alep en Syrie à Aden au Yémen.
- 1916-1947 : lutte pour l'indépendance de l'Inde menée par Mohandas Karamchand Gandhi.
- 1918-1931 : Révolte basmatchi des peuples musulmans, notamment turcs, de l'Asie centrale contre la domination coloniale exercée par l'Empire russe, puis la Russie soviétique.
- 1919-1922 : guerre d'indépendance turque dirigée par Mustafa Kemal Atatürk.
- 1921-1924 : une révolution en Mongolie ré-établit l'indépendance du pays et décide de construire un état socialiste de type soviétique

### Europe
- 1903 : révolte nationaliste en Macédoine contre l’administration turque. Administration spéciale de la Macédoine sous contrôle des puissances européennes.
- 1905 : révolution russe contre le tsar Nicolas II.
- 1907 : jacquerie paysanne en Roumanie, réprimée dans le sang.

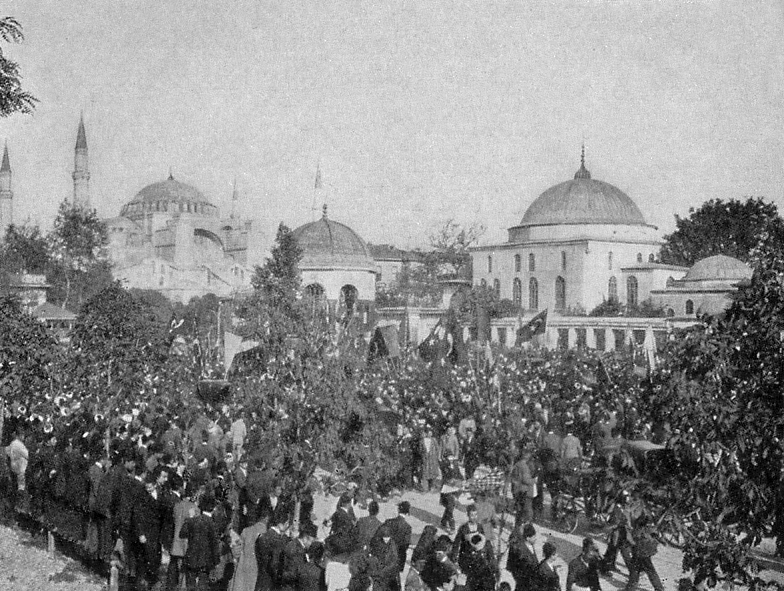
Manifestation à Constantinople, pendant la révolution des Jeunes-Turcs de 1908.

- 1908 : révolution des Jeunes-Turcs contre le gouvernement du sultan ottoman (fin en 1909). L’armée turque de Macédoine fait un coup d’État, obligeant le sultan à rétablir la Constitution de 1876 et à organiser des élections en novembre-décembre. Les membres du Comité « Union et Progrès » rentrent d’exil et assument la charge du gouvernement. L’empire connaît des journées de liesse générale.
- 1910 : révolution républicaine au Portugal, coup d'état organisé par le Parti Républicain menant à la proclamation de la République portugaise.
- 1910-1911 : révolution monégasque contre le prince souverain Albert Ier qui conduit à la fin de la monarchie absolue.
- 1916 : Pâques sanglantes à Dublin, échec de la première tentative de République irlandaise.
- 1916-1923 : guerre d'indépendance irlandaise.
- 1917 : mutineries de 1917 dans les armées françaises
- 1917 : la révolution de Février conduit à l'abdication du tsar Nicolas II.
- 1917 : révolution d'Octobre en Russie - prise du pouvoir par les bolcheviks conduisant à la création de l'URSS.
- 1917-1922 : troisième révolution russe, une révolution anarchiste ratée contre les bolcheviks aussi bien que contre les Russes blancs (Makhnovchtchina en Ukraine).
- 1918 : guerre civile finlandaise.
- 1918 : révolution allemande. Renversement du Kaiser, établissement de la république de Weimar.
- 1918-1919 : insurrection de Grande-Pologne contre les autorités allemandes.
- 1918 : révolution des Asters en Hongrie : la République démocratique hongroise proclame son indépendance.
- 1919-1921 : révolte de Tambov
- 1919 : révolte spartakiste de Berlin
- 1919 : prise de pouvoir par les communistes et les sociaux-démocrates en Hongrie. La république des conseils de Hongrie dure trois mois, avant d'être renversée lors du conflit avec la Roumanie.
- 1919 : proclamation de la république des conseils de Bavière, écrasée au bout de quelques semaines par les Corps francs.
- 1921 : révolte de Kronstadt des marins révolutionnaires qui revendiquaient un pouvoir à des conseils ouvriers libres de déterminer le déroulement de la révolution, et non plus au parti bolchevique.
- 1922-1923 : guerre civile irlandaise, entre indépendantistes irlandais divisés sur le Traité anglo-irlandais.
- 1924 : soulèvement de la Géorgie contre l'Union soviétique.

## 1925-1949

### Amérique
- 1926-1929 : guerre des Cristeros au Mexique.
- 1927-1933 : rébellion menée par Augusto Sandino contre la présence des États-Unis au Nicaragua
- 1930 : révolution brésilienne menée par Getúlio Vargas contre les présidents Washington Luís et Júlio Prestes.
- 1932 : révolte apriste à Trujillo, Pérou. Après que soixante officiers aient été exécutés, l'armée répond par le massacre d'au moins mille personnes. La répression inclura le premier bombardement aérien d'Amérique du Sud.
- 1932 : répression d’une révolte populaire au Salvador, appuyée par les États-Unis (La Matanza, de 15 000 à 30 000 morts).
- 1933 : révolution populaire contre le dictateur cubain Gerardo Machado
- 1944 : le dictateur guatémaltèque Jorge Ubico, privé de soutien, doit démissionner devant l’agitation sociale. La junte qui le remplace (dirigée par Juan Federico Ponce Vaides) tente de passer outre aux demandes de démocratisation ce qui entraîne une révolution. Des élections législatives et présidentielle se tiennent en décembre. Un universitaire exilé, Juan José Arévalo (soutenu par la gauche), est élu avec 85 % ses suffrages exprimés, ouvrant une décennie de démocratisation.
- 1942 : Cocos Islands Mutiny contre les Britanniques.
- 1945 : révolution démocratique au Venezuela menée par Rómulo Betancourt

### Asie
- 1925-1927 : grande révolte syrienne.
- 1926-1927 : première rébellion du PKI contre le colonialisme néerlandais en Indonésie.
- 1927-1931 : rébellion kurde contre la Turquie.
- 1930 : Marche du sel, en vue d'arracher l'indépendance de l'Inde aux Britanniques.
- 1932 : coup d'État du 24 juin 1932 au Siam, transition sans effusion de sang d'une monarchie absolue à une monarchie constitutionnelle.
- 1932 : insurrection tchétchène de 1932.
- 1937-1938 : rébellion Dersimi en Turquie.
- 1945-1949 : révolution indonésienne opposant la jeune république d'Indonésie à l'ancienne puissance coloniale néerlandaise (Hubertus van Mook) après la proclamation de l'indépendance de l'Indonésie, menée par Soekarno, Hatta, Tan Malaka, etc.
- 1945 : révolution d'Août : le Việt Minh, dirigé par Hô Chi Minh, prend le pouvoir dans une partie de l'Indochine française.
- 1946-1954 : guerre d'Indochine opposant les nationalistes vietnamiens du Việt Minh au colonisateur français.
- 1947 : indépendance de l'Inde et du Pakistan à l'issue d'un mouvement indépendantiste lancée par Gandhi.
- 1948 : guérilla communiste menée par Kim Il-sung en Corée.
- 1948-1960 : insurrection communiste malaise
- 1949 : fin de la guerre civile chinoise (1927-1949), aboutissant à la proclamation de la république populaire de Chine, présidée par Mao Zedong.

### Europe
- 1934 : révolution asturienne. Opposé à la participation des droites au gouvernement, le président de la généralité de Catalogne Lluís Companys proclame l’autonomie totale de la Catalogne, mais la grève générale échoue. S'ensuit une insurrection syndicaliste aux Asturies. Un gouvernement révolutionnaire - la république des ouvriers et paysans des Asturies - est mis en place pendant 15 jours. La répression dirigée par le général Franco est féroce (4 000 morts, 40 000 arrestations).

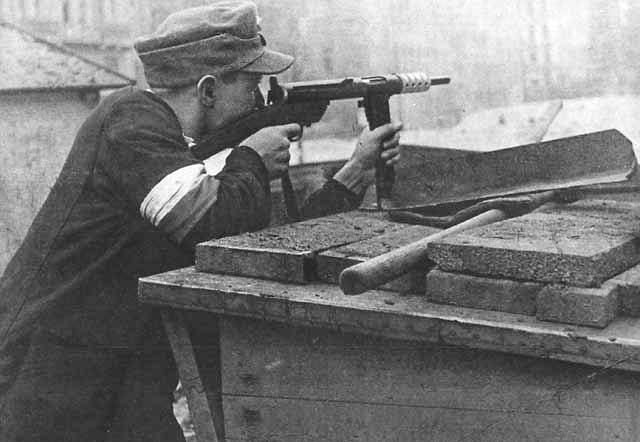
insurgé polonais lors du soulèvement du ghetto de Varsovie

- 1936-1939 : guerre civile espagnole opposant le gouvernement de gauche du Frente Popular aux forces nationalistes commandées par le général Francisco Franco.
- 1941-1945 : soulèvement yougoslave contre les forces de l'Axe pendant la Seconde Guerre mondiale.
- 1942 : destruction de la garnison allemande de Lenin.
- 1943 : soulèvement du ghetto de Varsovie, soulèvement armé organisé et mené par la population juive du ghetto de Varsovie contre les forces d'occupation allemandes et la domination nazie.
- 1943 : révolte au camp d'extermination de Treblinka
- 1943 : soulèvement au camp d'extermination de Sobibor
- 1944 : insurrection de Varsovie de la résistance polonaise contre l'occupant allemand.
- 1944 : Insurrection populaire organisée par la résistance contre l'occupation allemande de Paris.
- 1944 : soulèvement national slovaque contre les Nazis.
- 1944-1949 : guerre civile grecque.
- 1944-1965 : rébellion des frères de la forêt dans les États baltes contre l'Union soviétique.
- 1945 : insurrection de Prague contre l'occupant nazi.
- 1947-1952 : projet Valuable, pour déstabiliser le régime communiste albanais de Enver Hodja, les Britanniques et les Américains déploient des exilés albanais (fascistes, nazis et monarchistes) pour déclencher une insurrection.

## 1950-1974

### Afrique
- 1954-1962 : guerre d'Algérie opposant les nationalistes du Front de libération nationale (FLN) au pouvoir colonial français
- Années 1950 : Révolte des Mau Mau au Kenya.
- 1955-1970 : L'Union des populations du Cameroun (UPC), interdite après les émeutes de Douala, mène une guérilla contre les autorités françaises. Le Cameroun français acquit son indépendance le 1er janvier 1960 et devint la république du Cameroun mais les troubles continuèrent contre le gouvernement d'Ahmadou Ahidjo qui instaura une dictature dans le nouveau pays. La rébellion de l'UPC (et la résistance du Parti des démocrates camerounais) sera écrasé et se terminera par l'exécution d'Ernest Ouandié.
- 1959 : révolution rwandaise qui voit le roi Tutsi du Rwanda être poussé à l'exil par des extrémistes Hutu. Avec le soutien de l'Église, les Hutu refusent cette succession. Ils veulent être intégrés au nouveau gouvernement. Des manifestations dégénèrent en révoltes après l'assassinat d'un homme politique hutu, Grégoire Kayibanda. Les Tutsis étant minoritaires, ils sont pourchassés et massacrés, le pays plonge alors dans un conflit ethnique qui débouchera plus tard sur une guerre civile et le génocide des Tutsis.
- 1961-1991 : guerre d'indépendance de l'Érythrée mené par Isaias Afewerki contre l'Éthiopie.
- 1961-1975 : les marxistes angolais et les autres radicaux regroupés dans le MPLA lancent une guérilla anti-portugaise puis, arrivés au gouvernement lors de l'indépendance, le 11 novembre 1975, ils poursuivent l'affrontement contre l'UNITA (jusqu'en 2002).
- 1962-1964 : Rébellion touarègue de 1963-1964 au Mali.
- 1962-1974 : le Parti africain pour l'indépendance de la Guinée et du Cap-Vert (PAIGC) se révolte contre le Portugal. En 1973, l'indépendance de la république de Guinée-Bissau est proclamée, et, l'année suivante, celle-ci est reconnue par la junte militaire à Lisbonne.
- 1964 : la révolution de Zanzibar renverse la monarchie arabe en place depuis cent cinquante-sept ans et proclame la république populaire de Zanzibar, commençant le processus d'unification avec le Tanganyika de Julius Nyerere (les deux formeront finalement la Tanzanie).
- 1964 -1979 : guerre du Bush de Rhodésie du Sud provoqua la disparition de la Rhodésie du Sud d'Ian Smith au profit du Zimbabwe de Robert Mugabe.
- 1964 : révolution au Soudan au mois d'octobre, consistant principalement en une grève générale et en des émeutes, forçant le président Ibrahim Abboud à transférer le pouvoir à un gouvernement de transition puis à démissionner.
- 1964-1975 : le Front de libération du Mozambique (FRELIMO), formé en 1962, commença une guérilla contre la domination portugaise. L'indépendance sera accordée le 25 juin 1975; Cependant, la guerre civile du Mozambique compliquera la situation.
- 1966 : Kwame Nkrumah est renversé au Ghana par un coup d'État.
- 1966-1993 : révoltes contre le régime répressif de François Tombalbaye, menée par le Front de libération nationale du Tchad. Après 1975, le Mouvement patriotique du Salut, continua la guerre civile.
- 1967-1970 : L'ex-province orientale du Nigeria de Biafra combattit sans succès pour une république indépendante, après le peuple Igbo de la région souffrait dans les pogroms au Nigeria du nord l'année avant.
- 1968 : révolution dans la république du Congo.
- 1968 : Protestations et émeutes par étudiants en Égypte à la fin de la Guerre des Six Jours conduisent à la ratification du programme du 30 mars pour approfondir les cours démocratiques.
- 1968 : révolution culturelle et socialiste en Guinée, commencée par le gouvernement du président Ahmed Sékou Touré.
- 1969 : coup d’État en Libye quand un groupe d'officiers arabes nationalistes, commandés par Mouammar Kadhafi, renverse la monarchie pro-occidentale.
- 1969 : en Somalie, le système démocratique est remplacé par un gouvernement militaire et socialiste sous Mohamed Siad Barre.
- 1970 : Rébellion en Guinée par ce que son gouvernement identifia comme agents portugais.
- 1972 : révolution au Bénin.
- 1972 : révolution contre le gouvernement civil du président Philibert Tsiranana à Madagascar ; une faction marxiste prend le contrôle en 1975 sous Didier Ratsiraka.
- 1974 : révolution éthiopienne, qui renverse l'empereur Haïlé Sélassié Ier.

### Amérique
- 1950-1954 : tentatives de révoltes contre les États-Unis, organisées par des indépendantistes à Porto Rico.
- 1952 : révolution populaire en Bolivie dirigée par Víctor Paz Estenssoro et le MNR amorce une période de démocratie multipartite qui durera jusqu'au coup d'État de 1964 (opération Condor).
- 1958 : révolte populaire au Venezuela contre le dictateur Marcos Pérez Jiménez.
- 1959 : révolution cubaine menée par Fidel Castro pour renverser le gouvernement du général Fulgencio Batista.
- 1964-présent : guerre civile colombienne.
- 1964 : révolte au Panama contre la domination américaine.
- 1967 : Les Anguillais mécontents de la domination kittitien de l'île expulsent la police kittitienne et déclarent l'indépendance de la colonie britannique de Saint-Christophe-Niévès-Anguilla. Les forces britanniques reprennent l'île en 1969 et font l'Anguilla une colonie séparée en 1980. Il n'y avait pas de blessures dans toute l'épisode.

### Asie
- 1954 : soulèvement ouïghour contre la république populaire de Chine à Hotan.
- 1956-1959 : soulèvements au Tibet contre la république populaire de Chine.
- 1962 : révolution dans le Nord du Yémen qui renverse l'imam-roi au pouvoir et établit la république arabe du Yémen
- 1963-1967 : révolte dans le Sud du Yémen contre les Britanniques.
- 1967-présent : Rébellion naxalite en Inde.
- 1969 : un mouvement en masse de travailleurs, étudiants et paysans au Pakistan force la démission du président Muhammad Ayub Khan.
- 1969 : en insurrection moro aux Philippines, le système démocratique est remplacé par un gouvernement militaire et socialiste.
- 1971 : la Guerre de libération du Bangladesh, guidée par le Mukti Bahini, établit l'indépendance de la république populaire du Bangladesh qui se sépare du Pakistan.
- 1973 : En Afghanistan, Mohammad Daoud Khan renverse la monarchie et établit une république.
- 1973 : manifestations par étudiants et travailleurs en Thaïlande forcent le dictateur Thanom Kittikhachon et deux associés proches à s'enfuir le pays, commençant une brève période de règle constitutionnelle et démocratique.

### Europe
- 1953 : soulèvement de Vorkouta, dans le Vorkoutlag de Vorkouta[11].
- 1954 : soulèvement de Kengir dans le camp de travail soviétique de Kengir.
- 1955-1960 : guérilla contre la domination britannique de Chypre menée par l'Organisation nationale des combattants chypriotes.
- 1956-1962 : campagne des frontières menée par l'Irish Republican Army (IRA) contre les Britanniques et l'Irlande du Nord.
- 1956 : insurrection de Budapest, mouvement de protestations spontané contre le régime soviétique.
- 1968 : événements de mai-juin 1968, en France.
- 1968 : Printemps de Prague.
- 1969-1998 : L'Armée républicaine irlandaise provisoire et autres paramilitaires républicaines commencent une campagne contre les forces de sécurité britanniques et paramilitaires loyalistes dans une tentative à faire une Irlande unie, dans ce qui est connu comme le conflit nord-irlandais.
- 1974 : la révolution des Œillets au Portugal renverse une dictature de droite et assure en même temps la victoire des indépendantistes en Angola, Mozambique et Guinée-Bissau.

## 1975-1999

### Afrique
- 1975 : révolution au Cap-Vert.
- 1977 : Révolte des Femmes du Marché en Guinée conduit à une baisse du rôle de l'État dans l'économie.
- 1980 : Printemps berbère, série de manifestations réclamant la reconnaissance de l'identité et de la langue berbère.
- 1983 : début de la première révolution burkinabé menée par Thomas Sankara en Haute-Volta.
- 1988 : événements d'octobre 1988 en Algérie : soulèvement populaire contre le président Chadli Bendjedid
- 1990-1996 : la rébellion touarègue au Niger et au Mali.

### Amérique
- 1979 : à la Grenade, le dictateur Eric Gairy est renversé par le New Jewel Movement ; proclamation du Gouvernement révolutionnaire populaire.
- 1979 : révolution sandiniste : la dictature familiale des Somoza est renversée par les sandinistes.
- 1980-2000 : le Sentier lumineux commence le conflit armé péruvien.
- 1989 : les émeutes violentes de Caracazo en Venezuela. Aux années suivantes, il y a deux tentatives de coup d'état et le président Carlos Andrés Pérez est donné un impeachment.
- 1994 : rébellion zapatiste dans l'état mexicain de Chiapas, pour les droits des peuples autochtones et contre la politique néolibérale du président Carlos Salinas de Gortari.
- 1998 : à la suite de son élection à la tête du Venezuela, Hugo Chávez qualifie sa politique de « révolution bolivarienne ».

### Asie
- 1975 : révolution au Cambodge portant au pouvoir les Khmers rouges.
- 1975 : une révolution en Laos renverse la monarchie, par les forces de guérillas du Pathet Lao.
- 1976 : manifestations étudiantes et violences électorales en Thaïlande conduisant la police à ouvrir le feu sur une manifestation à l'Université Thammasat. L'armée prend le pouvoir.
- 1978 : la révolution de Saur, guidée par la faction Khalq du Parti démocratique populaire d'Afghanistan, renverse et tue le président Mohammad Daoud Khan. Proclamation de la république démocratique d'Afghanistan.
- 1979 : la révolution iranienne renverse le Chah Mohammad Reza Pahlavi. Le gouvernement provisoire qui succède à la monarchie cède ensuite la place à une république islamique dirigée par l'ayatollah Khomeyni.
- 1979 : le Cambodge est libéré du régime des Khmers rouges par le Parti du peuple cambodgien, soutenu par le Vietnam.
- 1984-1989 : organisation de mouvements de résistance face à l'Armée soviétique durant la première guerre d'Afghanistan.
- 1984 : lancement des opérations armées du PKK contre la Turquie pour une reconnaissance des droits kurdes (linguistiques, culturels…) au mois d'août.
- 1986 : la révolution populaire aux Philippines renverse le président Ferdinand Marcos après un règne de deux décennies.
- 1987-1991 : première intifada, ou « guerre des pierres », une suite d'incidents violents entre les Palestiniens et l'État d'Israël
- 1989 : manifestations de la place Tian'anmen à Pékin rassemblant étudiants, intellectuels et ouvriers pour réclamer des réformes dans la république populaire de Chine entre le 15 avril 1989 et le 4 juin 1989.
- 1991 : insurrection en Irak contre le régime de Saddam Hussein.
- 1992 : révolte de l'Alliance du Nord contre les talibans en Afghanistan.
- 1994 : révolte des chiites à Bahreïn demandant la démocratisation du pays.
- 1996 : mouvement islamique en Afghanistan conduit par les talibans.
- 1998 : les émeutes de Jakarta de mai 1998 aboutissent à la démission de Soeharto, arrivé au pouvoir en Indonésie en 1966.

### Europe
- 1986 : émeutes du quartier de Saint-Paul à Bristol, en Angleterre[12].
- 1989 : chute des régimes communistes en Europe :
  - 1989-1991 : la révolution chantante renverse, sans effusion de sang, la règle communiste en Estonie, Lettonie et Lituanie.
  - les manifestations dans la République démocratique allemande entraînent la chute du Mur de Berlin suivie de la réunification allemande en 1990.
  - les manifestations en Bulgarie renversent le régime communiste.
  - la révolution de Velours, sans effusion de sang, renverse le régime communiste en Tchécoslovaquie.
  - la révolution roumaine de 1989 renverse l'état communiste en Roumanie, le dictateur Nicolae Ceaușescu est renversé et tué.
- 1990-1995 : début de la révolution des Rondins en Croatie, déclenchant la guerre de Croatie.
- 1994-1996 : première guerre de Tchétchénie contre la Russie.
- 1997-1999 : rébellion du Kosovo contre la Yougoslavie.
- 1999-présent : seconde guerre de Tchétchénie contre la Russie.

### Océanie
- 1980 : Rébellion Santo (Vemarana) dans le condominium franco-anglais des Nouvelles-Hebrides ; plus tard dans l'année, le condominium devient un pays indépendant sous le nom du Vanuatu.
- 1984-1985 : mouvements et révoltes indépendantistes en Nouvelle-Calédonie menés par le Front de libération nationale kanak et socialiste[13].

## 2000-2019

### Afrique
- 2001 : violentes émeutes du Printemps noir en Kabylie.
- 2003 : la rébellion au Darfour menée par deux groupes rebelles : l'Armée de libération du Soudan et le Mouvement pour la justice et l'égalité.
- 2006 : Rébellion touarègue de 2006.
- 2007-2009 : Rébellion touarègue au Niger et au Mali.
- 2011 : Printemps arabe : 
  - La révolution tunisienne renverse le président Zine el-Abidine Ben Ali et débouche sur de nouvelles élections.
  - La révolution égyptienne renverse le président Hosni Moubarak après presque trente ans en pouvoir.
  - Dans la première guerre civile libyenne, les forces rebelles graduellement occupent le pays et tuent le dictateur Mouammar Kadhafi.
  - La révolution yéménite aboutit au départ du président Ali Abdallah Saleh en 2012.
  - Manifestations de 2011-2014 en Algérie.
  - Contestation au Maroc
- 2011 : révolte de 2011 au Burkina Faso.
- 2012 : Rébellion touarègue de 2012.
- 2012-2013 : Rébellion du M23 en République démocratique du Congo.
- 2014 : deuxième révolution burkinabé.
- 2016 : Violentes manifestations en Éthiopie en août.
- 2017-2018 : révolte togolaise contre le régime RPT-UNIR au pouvoir depuis 59 ans
- 2018-2019 : révolution soudanaise.
- 2019 : Manifestation en Guinée contre le projet prêté au président sortant Alpha Condé, 81 ans, de briguer sa propre succession en 2020 et de changer à cette fin la Constitution[14].
- 2019 : début du mouvement Hirak en Algérie, manifestations qui se prolongent jusqu'en 2021, et qui, sans effusion de sang, renverse le président Abdelaziz Bouteflika.
- 2019 : Violentes émeutes en Éthiopie[14].

### Amérique
- 2006 : révolte de Oaxaca, au Mexique.
- 2019 : début de la crise présidentielle au Venezuela.
- 2019 : Crise post-électorale bolivienne[14].
- 2019 : début d'énormes manifestations au Chili dans le cadre des élections et de la réforme constitutionnelle.
- 2019 : vague de manifestations en Équateur.
- 2019 : manifestations en Haïti.

### Asie
- 2000 : Seconde intifada, suite de la Première intifada (conflit israélo-palestinien).
- 2001 : guérilla contre l'occupant américain lors de la guerre d'Afghanistan.
- 2001 : renversement pacifique du président philippin Joseph Estrada.
- 2003 : la révolution des Roses, deuxième révolution de fleurs, renverse le président de la Géorgie Edouard Chevardnadze et débouche sur de nouvelles élections.
- 2003-2011 : Guérilla irakienne, contre la coalition militaire en Irak dirigée par les États-Unis et les forces du gouvernement irakien.
- 2004 : échec d'une révolution menée par les groupes Yox! et Azadliq en Azerbaïdjan.
- 2004 : Insurrection naxaliste en Inde, menée par le Parti communiste d'Inde.
- 2005 : la révolution du Cèdre, provoquée par l'assassinat de Rafiq Hariri, obtient le retrait des troupes syriennes du Liban.
- 2005 : La révolution des Tulipes renverse le président du Kirghizistan, Askar Akaïev et met en place de nouvelles élections. C'est la quatrième des révolutions de couleur.
- 2006 : Grève générale d'avril 2006 au Népal.
- 2007-2008 : émeutes de la faim au Bengale et dans plusieurs autres pays[15],[16],[17].
- 2007 : révolution de safran (soulèvement antigouvernemental en Birmanie).
- 2008 : Troubles au Tibet.
- 2008 : révolte de l'Armée du Mahdi à Bassorah pendant la guerre d'Irak.
- 2009 : soulèvement postélectoral de 2009 en Iran.
- 2010 : la deuxième révolution kirghize renverse le président Kourmanbek Bakiev.
- 2011 : Printemps arabe : 
  - Soulèvement bahreïnien.
  - Manifestations contre le régime de Bachar el-Assad et début de la guerre civile syrienne.
  - Contestation en Jordanie, il en résulte un changement de premier ministre.
- 2014 : mouvement de contestation à Hong Kong appelé révolution des parapluies.
- 2019-2020 : manifestations à Hong Kong.
- 2019 : débuts des manifestations au Liban, qui dure jusqu'en 2020.
- 2019 : début d'une période de violentes manifestations en Irak.

### Europe
- 2000 : La « révolution des bulldozers », conduit à la chute de Slobodan Milošević en Yougoslavie.
- 2001 : Insurrection albanaise de 2001 en Macédoine.
- 2004 : Révolution orange en Ukraine, après l'élection présidentielle contestée de Viktor Ianoukovytch, l'opposition installe Viktor Iouchtchenko comme président. C'est la troisième des révolutions de couleur.
- 2005 : Émeutes dans les banlieues françaises, du 27 octobre au 17 novembre, en réaction aux violences policières.
- 2006 : Révolution en jean, tentative avortée de révolution pacifique en Biélorussie menée par le Zubr et soutenue par les États-Unis[18] dans le but de mener à la destitution du président Alexandre Loukachenko.
- 2008 : Émeute de 2008 en Grèce
- 2009 : révolte sociale en Islande (révolution des casseroles) qualifiée de révolution islandaise.
- 2013-2014 : mouvement de contestation Euromaïdan aboutissant à la chute du président Viktor Ianoukovytch en Ukraine.
- 2013-2014 :  mouvement des bonnets rouges en Bretagne.
- 2017 : déclaration d'indépendance de la Catalogne, nombreuses manifestations et émeutes.
- 2018 : début du mouvement des Gilets jaunes en France.

## Depuis 2020

### Afrique
- 2021 : Manifestations en mars au Sénégal.
- 2023 : Opération Dignité au Gabon.

### Amérique
- 2020 : durant l'été, manifestations et émeutes consécutives à la mort de George Floyd aux États-Unis, organisées entre autres par Black Lives Matter[pertinence contestée].

### Europe
- 2020 : Manifestations en Biélorussie.